# Diversidad sexual durante la dictadura militar chilena
La diversidad sexual durante la dictadura militar chilena presentó diversos desafíos producto de la represión ejercida por las autoridades, así como también surgieron las primeras instancias de organización entre la población LGBT del país.

## Acciones de represión y violaciones de derechos humanos

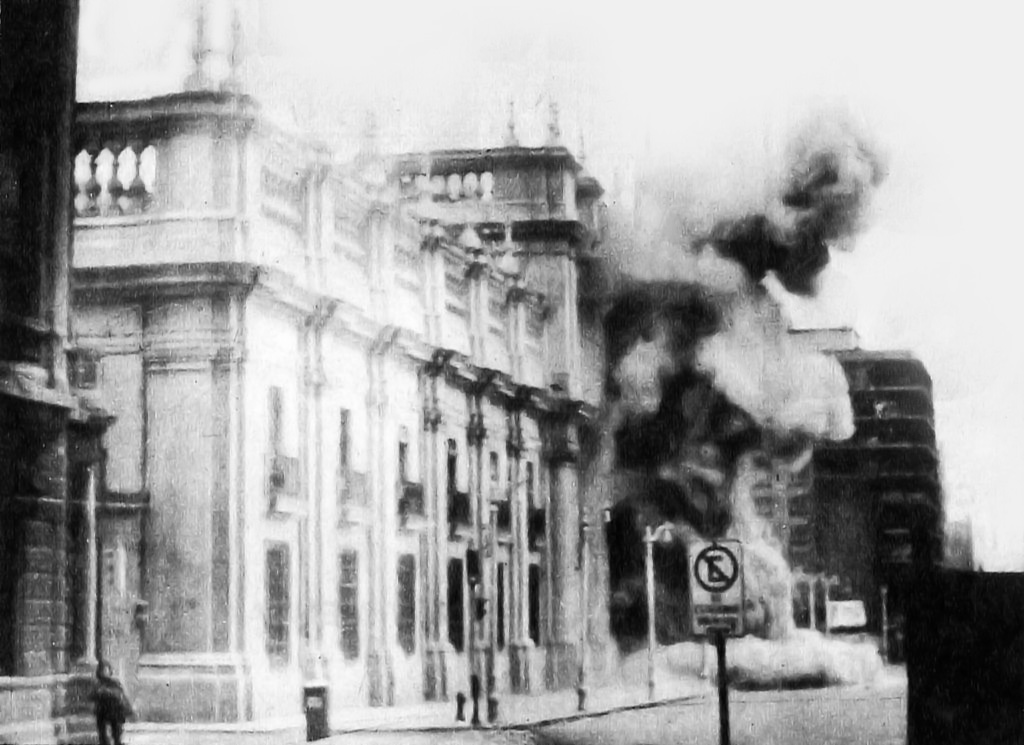
Bombardeo al palacio de La Moneda (11 de septiembre de 1973).

El 11 de septiembre de 1973, un golpe de Estado realizado por las Fuerzas Armadas y de Orden bombardeó el Palacio de La Moneda y derrocó el gobierno de Salvador Allende. Pese a la superioridad numérica y de poderío militar que enfrentaban, algunos grupos de apoyo al gobierno de Allende intentaron resistir al golpe; entre ellos se encontraba Mario Melo Pradenas, quien fuera parte del Movimiento de Izquierda Revolucionaria (MIR) hasta su expulsión tras asumir su homosexualidad. Según cuenta Miria Contreras, la secretaria de Allende, Melo se subió a la azotea del palacio para defender el gobierno, incluso luego de ser expulsado del MIR. Algunos días después, Melo fue apresado por fuerzas del régimen y pasó a formar parte de los miles de detenidos desaparecidos que no han sido encontrados hasta la fecha. Según algunos relatos, Melo habría sido asesinado en el campo militar de Peldehue y su cuerpo lanzado al mar.
El 18 de octubre de 1973 fue detenido en Los Ángeles el comerciante Jorge Robles Robles, quien luego de ser interrogado por la Policía de Investigaciones se convirtió en detenido desaparecido; dado que no poseía militancia política y era el regente del primer bar LGBT de la ciudad, se ha considerado que su desaparición tendría un motivo homófobo.
Al ser derrocado el gobierno de Salvador Allende, se inició una dictadura militar al mando de Augusto Pinochet que se extendería hasta 1990. La dictadura militar estableció una fuerte represión en toda la sociedad chilena por cerca de diecisiete años, y la comunidad homosexual y transexual no estuvo exento de ello. El establecimiento del toque de queda en el país afectó directamente a la vida bohemia donde se expresaba con más fuerza la comunidad homosexual, mientras que las fuerzas militares y policiales realizaron continuas redadas a locales, con mucha violencia especialmente hacia los transexuales, muchos de los cuales debían esconderse en muebles para no ser atacados. Las persecuciones particularmente hacia homosexuales generaron una fuerte estela de desconfianza y miedo entre las personas. En muchos casos, la violencia se manifestó en tratos denigrantes, detenciones, torturas y asesinatos por el solo hecho de ser homosexual.
El historiador Gabriel Salazar muestra cómo la dictadura militar endureció los conceptos de hombría y feminidad; a través del culto de la personalidad de la pareja presidencial se promociona la figura de la mujer como ama de casa, relegada al ámbito privado, casero y a las tareas domésticas mientras el macho está presentado como el dirigente, fuerte y viril. El modelo patriarcal difundido desde la dictadura militar reduce a las personas en dos roles únicos: hombre y mujer, y a una sexualidad única: la heterosexualidad. La homofobia, la lesbofobia, y la transfobia fueron realidades en los hechos perpetuados por el régimen y que corresponde a las normas sociales demostradas por el dictador Pinochet.
Marcela Dimonti, una de las participantes en la primera protesta de la diversidad sexual en Chile (ocurrida el 22 de abril de 1973) y que en aquel momento tenía 15 años, señala que fue detenida el mismo día del golpe de Estado y llevada al regimiento Tacna, en donde fue golpeada y posteriormente trasladada al Estadio Nacional, lugar en el que estuvo recluida durante varios meses. En los días siguientes al golpe de Estado también se registraron cientos de casos donde travestis fueron golpeados y asesinados en lugares de encuentro habitual, como por ejemplo el barrio San Camilo. Tomás Rivera, también conocido como «La Doctora», relata lo sucedido con dos travestis en los días posteriores al golpe de Estado:

En un habitual operativo militar y al percatarse los milicos que mis amigas eran maricas, las sacaron a unas canchas abandonadas, les ordenaron correr en la oscuridad y les echaron unos perros hambrientos para matarlas. A la Lety la mataron los perros a puros mordiscones y a La Chela la remataron con una bala en la cabeza.
Relato de Tomás Rivera en Bandera hueca (2008).

Existieron también casos de persecución a travestis y personas transgénero durante la dictadura militar: en enero de 1974 el Frente de Liberación Homosexual de Argentina denunció en su revista Somos el asesinato en Santiago de «La Lola Puñales», homosexual uruguayo de 32 años que fue violado, torturado, castrado y acribillado por un grupo de militares. Silvia Parada señala que estuvo detenida en la casa de calle José Domingo Cañas que funcionaba como cuartel y centro de torturas de la CNI, mientras que una prostituta transgénero llamada Paloma, que vivía en la calle San Camilo, relataba que sufrió numerosas detenciones y torturas por parte de los organismos represivos de la dictadura. En el libro La manzana de Adán, que contiene fotografías realizadas por Paz Errázuriz en prostíbulos de Santiago y Talca entre 1982 y 1987, se incluye el relato de una travesti llamada Pilar, la cual señala que posterior al golpe de Estado del 11 de septiembre de 1973 alrededor de 30 homosexuales fueron detenidos y torturados al interior de un barco en el puerto de Valparaíso.

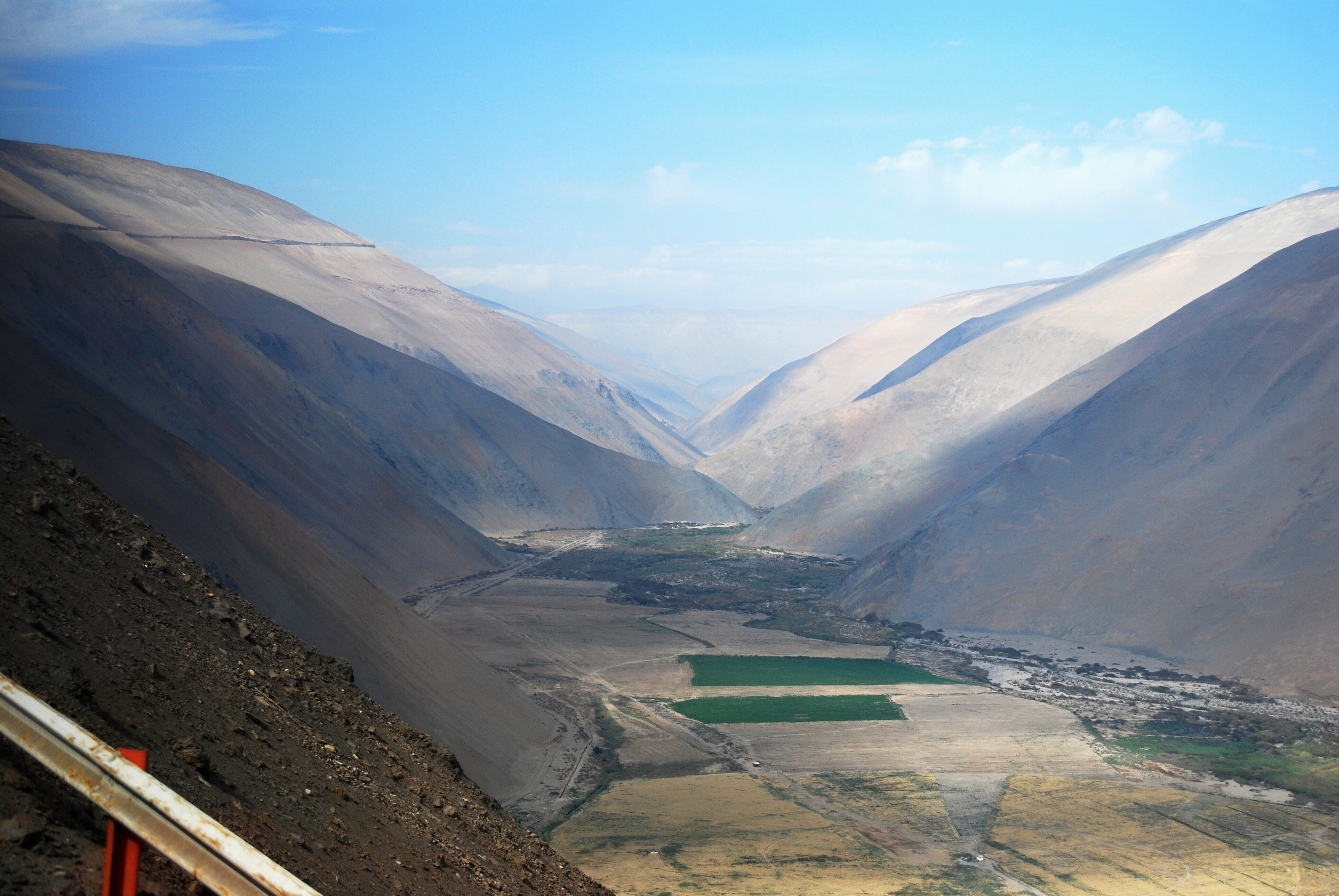
Vista de la quebrada de Acha, sector donde fue ejecutado un hombre homosexual por efectivos de la Armada en 1975.

A la fecha, solo un caso de violaciones a los derechos humanos contra personas LGBT ha sido procesado oficialmente: el denominado «Episodio homosexual», correspondiente a un hombre homosexual sin identificar que habría sido descubierto teniendo relaciones sexuales con un soldado conscripto en los polvorines ubicados bajo el morro de Arica y que luego fue ejecutado por agentes de la Armada en la cuesta de Acha, en 1975. Este caso surgió recién en 2010, cuando uno de sus asesinos confesó lo ocurrido. Si bien no quedaron registrados en los informes oficiales (como por ejemplo el Informe Valech) casos sobre violaciones a los derechos humanos con base en la orientación sexual, existen testimonios que señalan episodios de torturas y delitos sexuales en contra de detenidos y detenidas debido a su homosexualidad; la activista Consuelo Rivera señala también haber recibido violencia verbal durante el tiempo que permaneció detenida y amenazada con que se le practicarían violaciones correctivas.

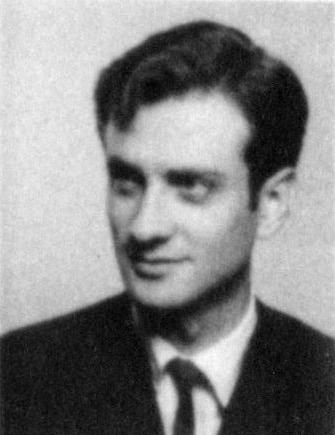
Pedro Felipe Ramírez debió abandonar la secretaría general del Partido Izquierda Cristiana tras amenazas de revelar su homosexualidad.

Los organismos represivos como la Dirección de Inteligencia Nacional (DINA, f. 1974) y la Central Nacional de Informaciones (CNI, f. 1977) investigaron en muchas ocasiones a personas homosexuales o que podían serlo. Un caso paradigmático es el acápite especial sobre «homosexualismo» en la investigación realizada a Jaime Guzmán, uno de los principales ideólogos del pinochetismo y de la constitución de 1980 y fundador del partido conservador Unión Demócrata Independiente. El informe secreto, emitido el 17 de noviembre de 1976, intentaba vigilar a uno de los principales adversarios del director de la DINA —Manuel Contreras— dentro del gobierno, establecía un perfil del abogado y en él se especificaba la cercanía de Guzmán con personas reconocidas por su homosexualidad, y aunque no mencionaba literalmente que éste lo fuera, muestra el nivel de intolerancia que existía en las altas esferas del gobierno hacia diversas orientaciones sexuales. Una situación similar vivió en 1984 Pedro Felipe Ramírez, quien tuvo que dejar la secretaría general del Partido Izquierda Cristiana de Chile (IC) luego de que la CNI amenazara con divulgar supuestas fotografías que revelarían su homosexualidad.
Dentro de los casos de detenciones ilegales por efectivos de la DINA y la CNI se aplicaba la sodomía en varias ocasiones como método de tortura contra opositores a la dictadura militar: uno de dichos casos es el del médico Pedro Marín, quien fue detenido por la CNI el 15 de enero de 1987, donde además del acto de sodomía se le aplicaron drogas, electricidad, golpes y amenazas. Dicha situación afectó especialmente en las víctimas, las cuales se imponían un silencio personal y social en respuesta al fuerte impacto emocional asociado a esa forma de tortura, así como por el temor de las víctimas a ser denigradas por ello o que se cuestionara su orientación sexual. También existieron casos de extorsiones que contenían la orientación sexual como condicionante: uno de dichos casos ocurrió en mayo de 1977, cuando un hombre fue detenido por agentes del Estado y obligado a firmar un documento en que reconocía ser homosexual y traficante de drogas, para posteriormente comprometerse a colaborar con la DINA; además le fueron tomadas fotografías junto a otro hombre y que tenderían a demostrar su homosexualidad.
El escritor Frédéric Martel, autor del libro Sodoma, señala que Pinochet tenía una obsesión con los homosexuales, al punto de investigar quiénes lo eran, especialmente dentro de la Iglesia católica chilena, teniendo como informantes principales al sacerdote Fernando Karadima y al nuncio apostólico Angelo Sodano, quienes comunicaban sus informaciones al círculo cercano de Pinochet, compuesto entre otros por Sergio Rillón, Rodrigo Serrano Bombal, Osvaldo Rivera, Francisco Javier Cuadra, Jaime Guzmán y Enrique Arancibia Clavel.
En los partidos políticos de izquierda continuaba la homofobia radicada desde antes del golpe militar de 1973. Sumado al caso de Pedro Felipe Ramírez en el Partido Izquierda Cristiana en 1984, en 1988 Rolando Jiménez renunció al Partido Comunista de Chile (PC) luego que existieran presiones para deponer su candidatura a la Secretaría Regional Metropolitana del organismo debido al rechazo que generaría en la sociedad de la época su homosexualidad.
El 28 de septiembre de 1983 fue promulgado el Reglamento sobre Enfermedades de Transmisión Sexual, emitido por el Ministerio de Salud y que colocaba a la homosexualidad dentro de la categoría de «patología social de la sexualidad» junto con la prostitución, la violación, el estupro y el incesto. El reglamento entró en vigencia al ser publicado en el Diario Oficial el 7 de mayo de 1984, y fue derogado el 8 de mayo de 2007.

## Crímenes y representación en medios

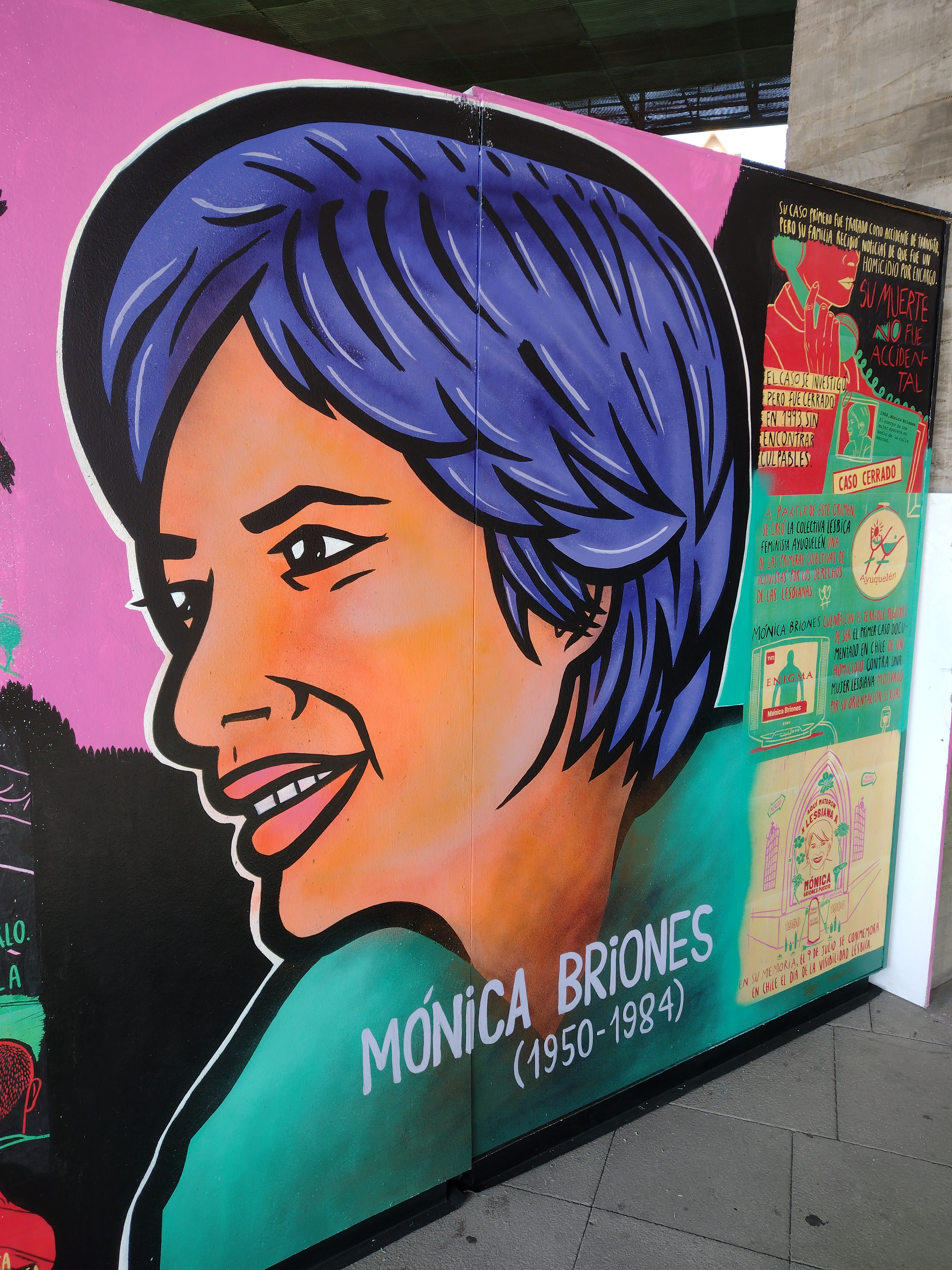
Mónica Briones, artista lesbiana asesinada en 1984.

Al igual que en las décadas previas a la dictadura militar, la mayor cantidad de referencias a homosexuales en los medios de comunicación chilenos era cuando estaban involucrados en hechos policiales; a modo de ejemplo, la cobertura dada por los periódicos en 1974 informaba el descubrimiento de un «nido de homosexuales» en Caleta Abarca (Viña del Mar), el hallazgo de un travesti herido a bala en el cerro San Cristóbal y otro en la Avenida Camino El Alba —el cual falleció—, y otro ocurrido el 21 de agosto del mismo año en el cual fue asesinado un hombre en Barrancas —ante lo cual el vespertino La Segunda aseguraba que se trataba de un nuevo crimen entre homosexuales—. El asesinato del historiador Jorge Fuenzalida Pereira, soltero de 60 años, ocurrido en San Pedro de la Paz el 13 de julio de 1975, generó que la prensa y las policías nuevamente asociaran un posible móvil a un conflicto entre homosexuales.
El 9 de julio de 1984 ocurrió en Santiago el primer lesbicidio documentado en Chile, con la muerte de la artista Mónica Briones. Según la investigación realizada por Érika Montecinos, periodista y activista lésbica, Briones fue asesinada en la intersección de las calles Irene Morales con Merced luego que un individuo con apariencia de militar la atacó a golpes hasta desangrarla, según relató la único testigo, Gloria del Villar, amiga de la víctima.
En 1987 los medios de comunicación entregaron una amplia cobertura a una serie de homicidios registrados en Santiago, en los que el común denominador entre las víctimas sería su homosexualidad. El 31 de diciembre de 1986 ocurrió el primero de estos crímenes, con el asesinato de Jaime Ureta Arellano, abogado e integrante del Movimiento Integración; hacia agosto de 1987 el periódico Fortín Mapocho registraba al menos otros 7 homicidios de homosexuales.

## Primeras agrupaciones LGBT

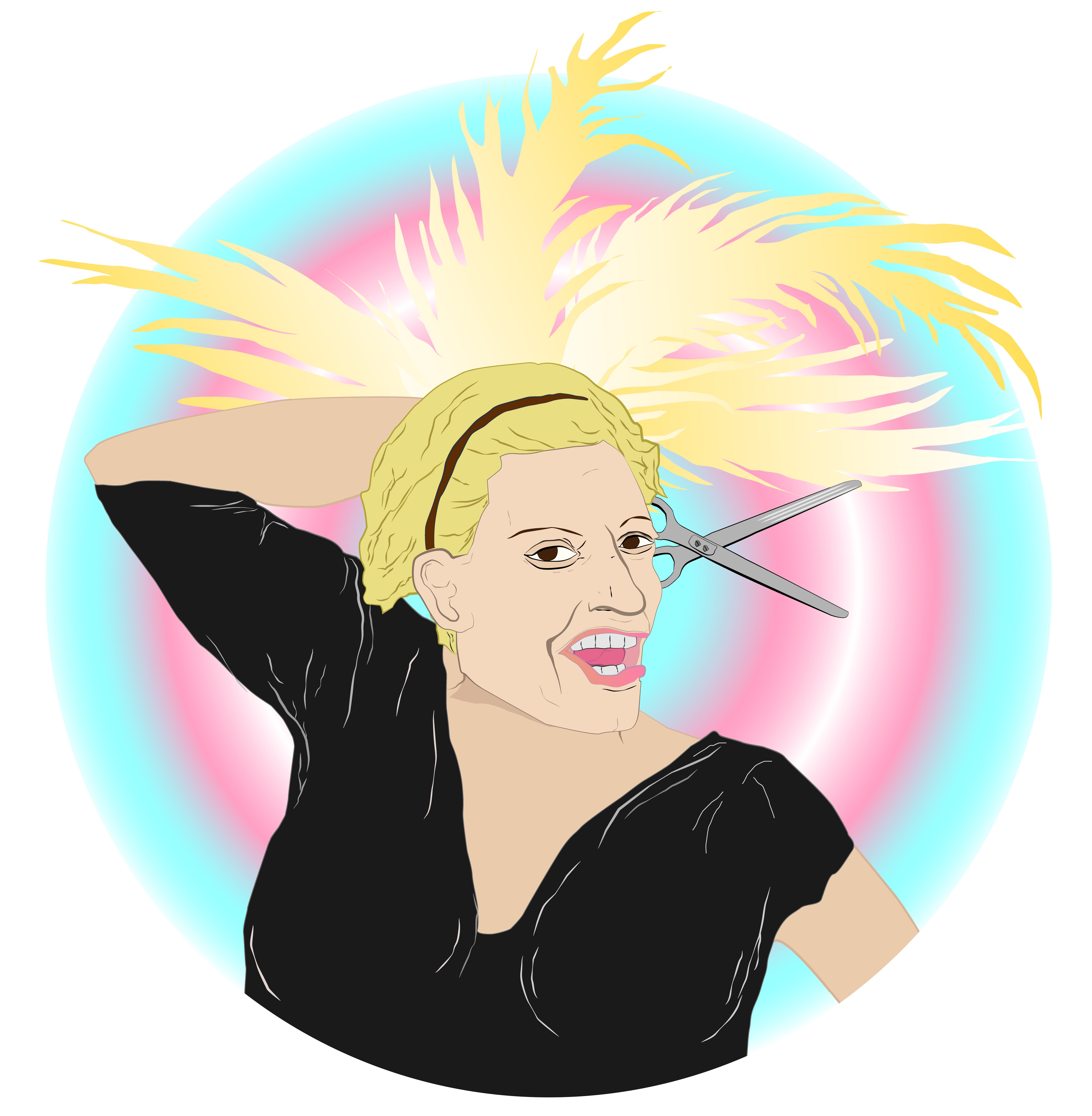
Ilustración de Marcia Torres.

El de 2 de mayo de 1974 fue publicada en el Diario Oficial la primera solicitud de cambio de nombre y sexo registral en el país, debido a la cirugía de reasignación de sexo de Marcia Torres que se había realizado en el primer semestre de 1973 por parte del doctor Antonio Salas Vieyra; existen distintas versiones sobre la fecha y lugar exactos de la operación, ya que algunas fuentes señalan que ocurrió el 3 de marzo en el Hospital Clínico San Borja Arriarán, mientras que el doctor Salas Vieyra —en entrevista con la revista Vea— señala que esta se realizó en la Clínica República a mediados de mayo.
Pese a la violenta represión, durante la dictadura militar comenzaron a crearse las primeras organizaciones para comunidades homosexuales aunque de manera ilegal y oculta. La primera, llamada «Movimiento Integración», fue creada originalmente como el grupo «Betania» en 1977 por un grupo de profesionales vinculados a la Universidad Católica y apoyada por el sacerdote holandés Cornelio Lemmers —afín a la Teología de la Liberación— y realizaba diversos encuentros en viviendas privadas o en un local llamado El delfín, así como también un congreso en 1982, pero finalmente se disolvió al año siguiente. El 9 de septiembre de 1979 fue fundado el «Movimiento de Liberación del Tercer Sexo», agrupación LGBT de la que el único registro existente es una carta publicada en Las Últimas Noticias el 8 de octubre, donde solicitaban la derogación del artículo 365 del Código Penal de Chile.
En 1983 ocurrió el nacimiento de la Colectiva Lésbica Ayuquelén (que significa «la alegría de ser»  en mapudungun), el primer grupo lésbico-feminista nacional. Aunque su nacimiento se originó luego de la visita de algunas feministas chilenas a la segunda Reunión de Feministas de América Latina y el Caribe realizada en Perú el año anterior, el punto de inflexión fue el asesinato de la escultora y artista Mónica Briones en 1984. Ayuquelén estuvo desde sus inicios ligada al movimiento feminista, aunque sus relaciones fueron difíciles, pues temían una identificación conjunta de ambos movimientos; en esa época también entraron en contacto con grupos internacionales como el ILIS y el ILGA. En Concepción, en tanto, surgió el Grupo Ser hacia fines de la década de los años 1980 y del cual nació también Lesbianas en Acción (LEA).
La única acción pública por parte de personas homosexuales fue a través del colectivo cultural Las Yeguas del Apocalipsis, formado por los artistas Francisco Casas y Pedro Lemebel. El grupo, cuyo nombre hacía mofa de los conceptos asociados a la homosexualidad y el sida, se caracterizó por presentaciones espontáneas basadas en el travestismo, generando gran polémica en el contexto de la época. Casas y Lemebel, abiertamente opositores a la dictadura, participaron además en una serie de actos contrarios a Pinochet en vísperas del plebiscito nacional de 1988. Las fuertes e intempestivas acciones de Las Yeguas contaron con un fuerte rechazo, incluso de los grupos opositores que ellos apoyaban. Durante la proclamación de Patricio Aylwin como candidato de la Concertación para la elección presidencial de 1989 que ponía fin a la dictadura, Lemebel y Casas colgaron un lienzo que decía «Homosexuales por el cambio». Los dirigentes democristianos expulsaron a ambos del acto en el teatro Cariola y prohibieron la difusión del hecho en los medios de prensa.

## Lugares de encuentro y ocio

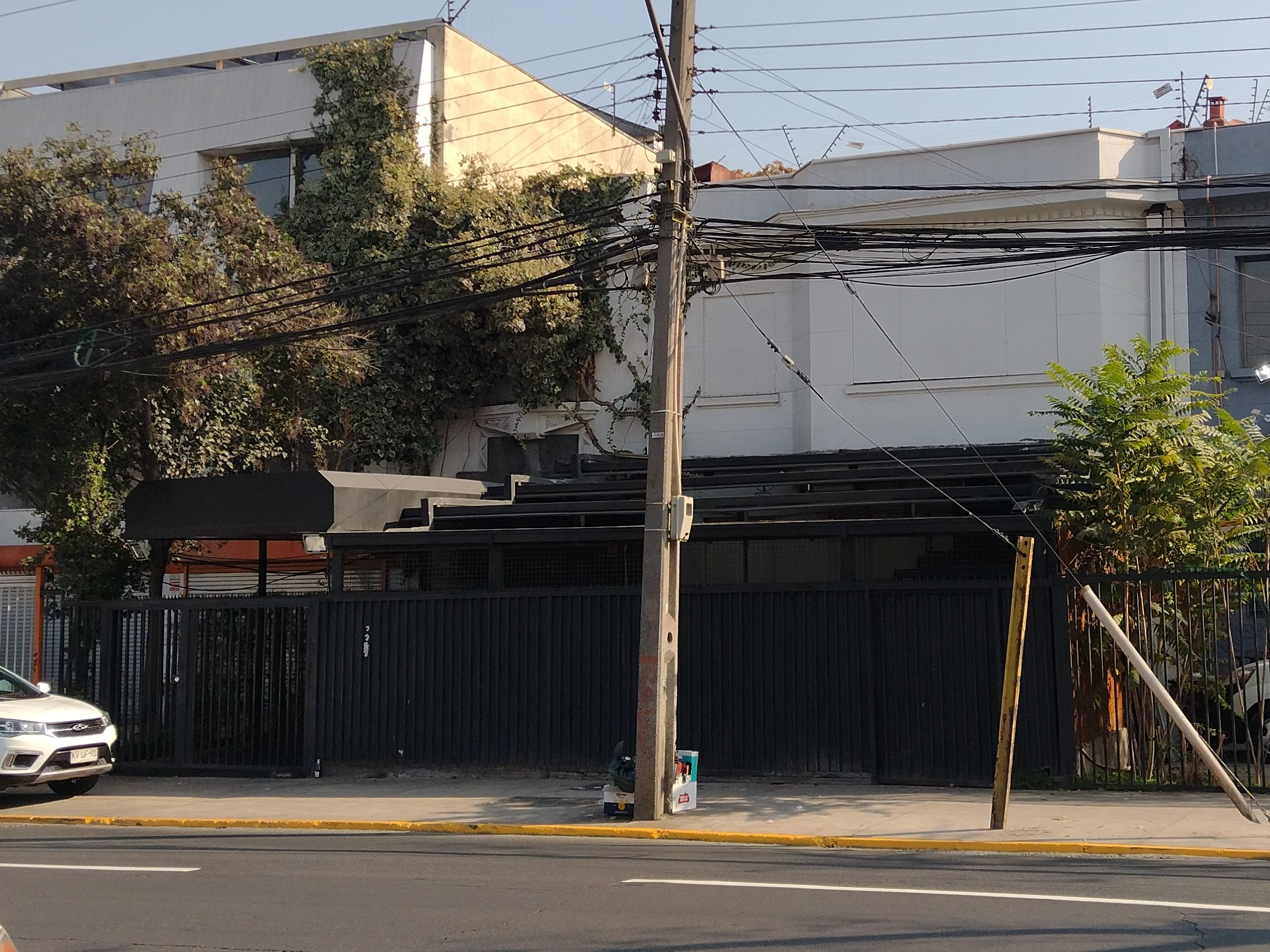
Frontispicio de la discoteca Fausto.

El secretismo en el que se organizaban grupos homosexuales contrastó con la apertura que llegó de la mano del libre mercado instaurado por los Chicago Boys y la disminución en la represión al ocaso de la dictadura. Así, desde inicios de los años 1980 comenzaron a proliferar diversas discotecas y bares gays. Aunque se mantenían las redadas y los locales mantenían oculta su orientación al público homosexual, discotecas como Fausto —fundada por los creadores en 1976 del bar «Burbujas» ubicado en la calle General Holley de Providencia— y Quásar (inauguradas en 1979 y 1980, respectivamente) tenían una gran convocatoria en Santiago. También se abren otros espacios de ocio para homosexuales, como por ejemplo la «Quinta Cuatro» en Recoleta o el bar «Dardignac 222», perteneciente a la vedette Rosita Salaverry, donde también se presentaban espectáculos de transformismo. En 1984 fue inaugurado en el barrio Brasil de Santiago el bar Le Trianon, creado por las transformistas Candy Dubois y Monique Montecarlo, exintegrantes del Blue Ballet, al regresar a Chile luego de vivir en Europa y realizar presentaciones artísticas en dicho continente; el espacio se convirtió en uno de los primeros en presentar espectáculos de transformismo durante la dictadura militar.
También durante las décadas de 1970 y 1980 comienza a masificarse el transformismo mediante el Circo Timoteo, espectáculo itinerante que paulatinamente comienza a incluir artistas de dicho estilo a pesar del rechazo de parte de las autoridades. En marzo de 1978 se retomó en la localidad de Tierra Amarilla (Región de Atacama) la celebración del Carnaval del Toro Pullay —la cual había sido suspendida en 1945—, festividad que incluye la participación de hombres que se travisten y maquillan para realizar personajes femeninos; la festividad cuenta con la participación activa de homosexuales y travestis de la zona.
La ausencia de lugares de ocio para la población LGBT fuera de las grandes áreas metropolitanas chilenas generó que se realizaran fiestas y encuentros en residencias privadas, las cuales corrían el riesgo de sufrir redadas policiales: uno de esos casos ocurrió el 20 de mayo de 1985 Carabineros realizaron un allanamiento en una casa particular en la población 18 de Septiembre de la ciudad de Punta Arenas donde se realizaba una fiesta y en total fueron detenidos 21 homosexuales. Otro caso, ocurrido el 2 de marzo de 1974 en la comuna de La Florida —entonces ubicada en la periferia de Santiago— fue el de una fiesta realizada en una quinta de recreo en la cual se desarrolló una simulación de boda homosexual y ante la presencia policial los asistentes se dieron a la fuga; al día siguiente una razzia en un departamento de Las Condes donde se desarrollaba una fiesta privada dejó seis personas detenidas acusadas de ser homosexuales. En el sector de Tierras Blancas en la ciudad de Coquimbo, una redada a una fiesta realizada en una fuente de soda el 5 de noviembre de 1979 dejó a tres personas detenidas que se encontraban travestidas.
El cruising homosexual, que se practicaba en distintos lugares de Santiago desde antes de 1973, continuó realizándose de manera habitual durante la dictadura militar. Uno de los puntos de encuentro eran los cines del sector céntrico, especialmente el Cine Capri, el cual fue allanado por la Policía de Investigaciones el 20 de febrero de 1986 y en el que fueron detenidas 21 personas.
La prostitución homosexual masculina continuó desarrollándose en el centro de Santiago, principalmente en torno a la Plaza de Armas, los paseos peatonales y el barrio Lastarria/Bellas Artes. Según un reportaje de la revista Análisis de agosto de 1985, entre las principales motivaciones se encontraba reunir dinero para poder comer, dada la situación de pobreza extrema existente en la época.

## Aparición del sida
La condición de «gueto tolerado» que poseía la población LGBT chilena se vería rápidamente puesta en jaque con la aparición del sida, la que durante esos años generó aún una mayor discriminación dentro de la sociedad, que catalogó a la población homosexual como la causante de este síndrome. La primera víctima registrada en el país de la en ese entonces denominada «peste rosa» fue el 22 de agosto de 1984 con el fallecimiento del profesor de castellano Edmundo Rodríguez Ramírez a los 38 años en el Hospital Clínico de la Universidad Católica de Chile; al año siguiente se detectaba el primer caso en una mujer y se totalizaron 10 casos, cifra que aumentó a 22 casos en 1986, 67 casos en 1987, 118 en 1988 y 124 hacia enero de 1989.
El temor al contagio de esta enfermedad de la que poco se conocía provocó un aumento en las redadas, generando detenciones masivas en los locales que habían abierto sus puertas algunos meses antes. En agosto de 1985, el artista plástico Ernesto Muñoz dio una entrevista a la revista Apsi intentando desmitificar la enfermedad y de paso declarando abiertamente su homosexualidad, en un hecho inédito para el país. El cantante Eduardo Valenzuela, que representó al país en el Festival OTI 1987 y era una de las voces más promisorias del ambiente chileno, vio su carrera destruida luego de que se diera a conocer que padecía de sida. El 28 de julio de 1987 surge la Corporación Chilena de Prevención del Sida, más conocida como Acción Gay, primera organización en el país dedicada a generar conciencia sobre el VIH/SIDA.
En agosto de 1987 Gendarmería de Chile inició un plan para trasladar a todos los reos homosexuales del país a la cárcel de Putaendo (región de Valparaíso) luego de que uno de ellos que se encontraba en la ex Penitenciaría fuera diagnosticado con VIH/sida. Producto de una serie de protestas por parte de la población de la localidad, el plan finalmente fue abandonado.
Una de las últimas actividades realizadas por autoridades de la dictadura militar hacia la población LGBT tuvo lugar en febrero de 1990, cuando en dos fines de semana se realizaron redadas en las discotecas gays Galao y Piccolo Mondo de Valparaíso, en donde más de 500 asistentes son detenidos y trasladados al hospital local para someterse a exámenes de VIH, de los cuales el 5 % resultó positivo.